# Port lotniczy Bua
Port lotniczy Bua (IATA: BVF, ICAO: NFNU) – port lotniczy położony w Dama, na wyspie Vanua Levu, należącej do Fidżi.